# Kolejowy transport wewnątrzzakładowy
Kolejowy transport wewnątrzzakładowy – transport kolejowy wykonywany w ramach procesu produkcji przedsiębiorstwa bez udziału przewoźnika kolejowego oraz bez należących do niego pojazdów kolejowych, w tym na obszarze górniczym – kopalń odkrywkowych oraz zwałowisk odpadów.